# Memory (film, 2023)
Memory är en amerikansk romantisk dramafilm från 2023. Filmen är regisserad av Michel Franco som även skrivit filmens manus.
Filmen hade biopremiär i Sverige den 23 augusti 2024, utgiven av Nonstop Entertainment.

## Handling
Filmen kretsar kring Sylvia som lever ett ordnat liv ända tills hon träffar Saul som följer henne hem efter deras skolåterförening. Det blir ett möte som kommer att påverka dem båda.

## Rollista (i urval)
- Jessica Chastain – Sylvia
- Peter Sarsgaard – Saul
- Merritt Wever – Olivia
- Jessica Harper – Samantha
- Elsie Fisher – Sara
- Brooke Timber – Anna
- Josh Charles – Isaac
- Tom Hammond – Robert